# Barberton Makhonjwa
Makhonjwa gorje (afrikaans: Makhonjwa-berge), poznato i kao Barbertonski pojas zelenog kamenja (afrikaans: Barberton Groensteen Gordel) je gorje malih planina i brda koje pokriva područje od 120 x 60 km u Južnoafričkoj pokrajini Mpumalanga i susjednom Esvatiniju. Njegovih 40% je upisano na UNESCO-ov popis mjesta svjetske baštine u Africi 2018. godine kao „jedna od najstarijih geoloških formacija”. Naime, gorje Barberton Makhonjwa predstavlja najbolje očuvan slijed vulkanskog i sedimentnog stijenja koji datira od 3,6 do 3,25 milijardi godina, kada su se prvi kontinenti počeli oblikovati na primitivnoj Zemlji. Ono sadrži utjecaje meteorita nastalih neposredno nakon „velikog bombardiranja” (prije 4,6 do 3,8 milijardi godina), koji su posebno dobro sačuvani.

## Zemljopis
Gorje ima visinu između 600 i 1.800 m nadmorske visine. Uglavnom ga čine stjenovita brda s vlažnim travnatim uzvišenjima i šumovitim dolinama. Godišnja količina padalina je od 600 do 1.500 mm, s vlažnim ljetima i suhim zimama. Područje se nalazi u Baretonskom centru endemizma velike bioraznolikosti

## Geologija
Barberton Makhonjwa se nalazi na istočnoj rubu Kaapvaalskog kratona (izvorne zemljine kore) i vjeruje se kako posjeduje neke od najstarijih površinskih stijena, starih od 3,2 do 3,6 milijardi godina (paleoarhaik). Zahvaljujući izvrsnoj očuvanosti na ovom području su pronađeni neki od najstarijih nedvojbenih dokaza života na Zemlji, koji su pružili uvid u nasilnu prirodu prekambrijskog okoliša u kojemu je život evoluirao. Zbog toga ovo područje zovu i „Postanak života”.
Gorje je poznato i po naslagama zlata i komatitima, neobične vrste ultramafične vulkanske stijene nazvanoj po rijeci Komati koja protječe kroz gorje.
U travnju 2014. godine znanstvenici su objavili kako su ovdje pronašli dokaze najvećeg udara meteora do sada. Procjena je kako se udar dogodio prije 3,26 milijarde godina i kako je meteor imao promjer od 37 do 58 km. Njegov krater, ako uopće postoji, još nije pronađen.

## Povijest
Do dolaska europskih doseljenika 1860-ih Svazijci i drugi pastirski narodi su najvjerojatnije ovdje dovodili svoju stoku na ispašu, no ne u velikom broju. Zlato je otkriveno u blizini Kaapsehoopa još 1875., ali je tek žila otkrivena 1884. dovela do zlatne groznice koja je dovela do osnutka naselja Barbertona. No, u posljednje vrijeme rudarska aktivnost je u opadanju, a sječa šume i stočarstvo postaju važnije gospodarske aktivnosti. Također, ovdje se komercijalno uzgajaju borovi i eukaliptusi.

## Vanjske poveznice
|  | Zajednički poslužitelj ima još gradiva o temi Barberton Makhonjwa |

- A Short History Of The Barberton Makhonjwa Geotrail (engl.)